# Rvfv (chanteur)
Rvfv, stylisé RVFV, de son vrai nom Rafael Amador (né le 24 avril 2001 à Almería), est un chanteur et auteur-compositeur-interprète espagnol de reggaeton et trap latino,.

## Biographie
Rafael Ruiz Amador naît à Almería le 24 avril 2001,.
Il commence sa carrière à l'été 2017 avec la chanson Sonido de barrio alors qu'il n'a que 16 ans. Mais son ascension vers la gloire n'a lieu qu'en avril 2019 avec le tube Prendío, qui est vu des millions de fois. Deux mois plus tard, il publie Mirándote, qui devient un succès notamment sur Spotify, où il se classe devant des artistes comme Daddy Yankee ou Rosalía.
En 2022, il remporte le premio Odeón de l'« artiste révélation urbain ». En mai 2024, afin de le remercier de citer sa ville natale d'Ulmeria, le club sportif UD Almería l'invite à faire le show devant 15 000 spectateurs lors d'un match UD Almeria-FC Barcelone. L'année suivante, il sort son EP trap 503 Mafia en 2025, qui est couvert par la presse spécialisée espagnole,.

## Style musical
Sa musique mélange les styles reggaeton et afro trap, atteignant d'autres pays notamment l'Italie.  Cette année-là, il sort plusieurs singles tels que No quiero verte, Ella no quiere Rosé  et Prendío (Remix)[source secondaire souhaitée].

## Discographie

### Albums studio
- 2022 : Nastou
- 2024 : Le tiburon

### EP
- 2025 : 503 Mafia

### Singles
- 2017 : Afro&trap
- 2017 : Running
- 2018 : Todo okey
- 2018 : Bad boy
- 2018 : Bellaqueo
- 2019 : Prendío
- 2019 : Bloque activo
- 2019 : Mirándote
- 2019 : Apriétala (feat. Pablo Mas)
- 2019 : L.a.n.a
- 2019 : Mi consuelo (feat. Keen Levy)
- 2019 : Prendio (Remix) (feat. Daviles de Novelda, Omar Montes)
- 2020 :  No quiero verte (feat. Keen Levy)
- 2020 : Baby (feat. El Daddy Daviles de Novelda)
- 2020 : Gracias a Diosito 2020 – Fé (feat Pablo Mas)
- 2020 : Trendy (feat Lola Índigo)
- 2020 : No puedo amar (feat Omar Montes)
- 2020 : Normal que lo se crea (Daviles de Novelda, Omar Montes, Rvfv feat. Keen Levy)
- 2020 : Fake capo (Remix) (feat Karetta el Gucci, Omar Montes)
- 2020 : Yo no sé (feat. Pablo Mas)
- 2020 : Una noche (feat. Liderj)
- 2021 : Lejos de mi (feat. Maka)
- 2021 : Te sale (Remix) (feat. Lennis Rodriguez)
- 2021 : Carmela (Remix) (feat. Sami Duque, Keen Levy)
- 2021 : Todo lo cambié (feat. Pablo Mas)
- 2021 : Nena mala (feat. Keen Levy)
- 2021 : No quiero amor (feat. Omar Montes)
- 2021 : Diferente 2.0 (feat. Pablo Mas)
- 2021 :  Confiésale (feat. Nyno Vargas)
- 2021 : Romeo y Julieta (feat. Lola Índigo)
- 2021 : La historia Remix (feat. El Taiger, Jd Pantoja)
- 2021 : Aléjate (avec David Marley)
- 2021 : Bandido (Remix) (feat. Cyril Kamer, Cano)
- 2022 : Pensando en mi
- 2022 : Tigini (Remix) (avec Kikimoteleba)
- 2022 : Hace calor (Remix) (avec Kaleb Di Masi, Sfera Ebbasta, Omar Varela)
- 2022 : Lucifer (feat. Yeieme)
- 2022 : Pantera (feat. Duki)
- 2022 : K alegría (feat. Dellafuente)
- 2022 : Mi Grammy (feat. Dellafuente, Pablo Mas)
- 2022 : Dominicana (feat. Morad, Pablo Mas)
- 2022 : Recuerdas? (feat. Kaydy Cain, Los Del Control)
- 2023 : Ante (feat. Edu García)
- 2023 : Que te vaya bien 2023 – Desespero (feat Morad)
- 2023 : Capitán (feat. Anitta, Sfera Ebbasta)
- 2023 : Incomprendido (feat. Keen Levy)
- 2023 : Caramelo (feat. VillaBanks, Shiva)
- 2023 : Andaluza (feat. David Marley)
- 2023 : Mantra (feat. el Ruso, Rvfv, Samuel G feat. Liderj)
- 2023 : Spanish teteo (feat. Rels B, Omar Montes)
- 2023 : Conexiones (feat. David Marley)
- 2023 : Zafíro (Remix) (feat. J Abecia) 2023 – Casanova (Remix) (feat. Soolking, Lola Índigo)
- 2024 : ELISA (feat. Gims)